# John Guillermin
John Guillermin (Londen, 11 november 1925 – Los Angeles, 27 september 2015) was een Brits filmregisseur, scenarioschrijver en producent.
Hij was vooral bekend om zijn met een heel ruim budget gedraaide avonturen- en actiefilms, zoals de rampenfilm The Towering Inferno (1974), King Kong (1976) en de Agatha Christie-verfilming Death on the Nile (1978).
Hij won de Evening Standard British Film Award in 1980 voor Death on the Nile.

## Filmografie
- The Smart Aleck (1951)
- Operation Diplomat (1953)
- Town on Trial (1957)
- I Was Monty's Double (1958)
- Tarzan's Greatest Adventure (1959)
- The Day They Robbed the Bank of England (1960)
- Never Let Go (1960)
- Tarzan Goes to India (1962)
- Waltz of the Toreadors (1962)
- Guns at Batasi (1964)
- Rapture (1965)
- The Blue Max (1966)
- House of Cards (1968)
- The Bridge at Remagen (1969)
- El Condor (1970)
- Skyjacked (1972)
- Shaft in Africa (1973)
- The Towering Inferno (1974)
- King Kong (1976)
- Death on the Nile (1978)
- Mr. Patman (1980)
- Sheena (1984)
- King Kong Lives (1986)

- Biblioteca Nacional de España: XX1276677
- Bibliothèque nationale de France: cb13894811n (data)
- Gemeinsame Normdatei: 138006261
- International Standard Name Identifier: 0000 0001 1450 9375
- Library of Congress Control Number: n95004271
- Nationale Bibliotheek van Tsjechië: xx0095200
- Nationale Bibliotheek van Israël: 987012194175305171
- Nationale Bibliotheek van Polen: a0000002687467
- Nederlandse Thesaurus van Auteursnamen: 071874631
- Istituto Centrale per il Catalogo Unico: MILV233208
- SNAC: w6z17tr9
- Système universitaire de documentation: 130922730
- Virtual International Authority File: 86425735
- WorldCat: E39PBJdGJGjpqB4c6HDVvXBpT3